# Liste der Außenlager des KZ Riga-Kaiserwald
Die Liste der Außenlager des KZ Riga-Kaiserwald enthält deutsche Konzentrationslager aus der Zeit des Nationalsozialismus, die auf dem Territorium Lettlands unterhalten wurden. Neben dem Stammlager KZ Riga-Kaiserwald sind alle anderen Lager als Außen- oder Zweiglager desselben in dieser Liste aufgenommen. Sie wurden als Anlage zur Sechsten Verordnung zur Durchführung des Bundesentschädigungsgesetzes veröffentlicht (BGBl. 1967 I S. 233, 234).
Bei fehlendem Datum zum Beginn der Verwendung als Haftstätte wird angenommen, dass diese zum 1. November 1943 bereits bestanden haben.
| Name/Bezeichnung                       | Benutzung von     | Benutzung bis                             | Geschätzte Anzahl der Inhaftierten | Geschätzte Anzahl der Toten |
| -------------------------------------- | ----------------- | ----------------------------------------- | ---------------------------------- | --------------------------- |
| Dondangen (lett. Dundaga)              | 26. November 1943 | 24./25. August 1944                       | ca. 600                            |                             |
| Elley-Meiten (lett. Eleja-Meitene)     | 1. Oktober 1943   | 30. Juni 1944                             | ca. 3000                           |                             |
| Jungfernhof (lett. Jumpravmuiža)       | 3. Dezember 1941  | 31. Dezember 1942                         |                                    |                             |
| Kurben (lett. Kurbe)                   |                   | August 1944                               |                                    |                             |
| Poperwahlen (lett. Popervale)          |                   | 31. Dezember 1944                         |                                    |                             |
| Riga Balastdamm (lett. Balasta dambis) | 18. August 1943   | 7. August 1944                            |                                    |                             |
| Riga Dünawerke                         | 18. August 1943   | 1. Juli 1944                              |                                    |                             |
| Riga Heereskraftfahrpark               | 18. August 1943   | 6. August 1944                            |                                    |                             |
| Riga Heereskraftfahrpark Hirtenstraße  | 31. Januar 1944   | 6. August 1944                            |                                    |                             |
| Riga Lenta                             | 18. August 1943   | 29. Juli 1944                             |                                    |                             |
| Riga Mühlgraben (lett. Mīlgrāvis)      | 18. August 1943   | ab 6. August 1944                         |                                    |                             |
| Riga Reichsbahn                        | 18. August 1943   | August 1944                               |                                    |                             |
| Riga Spilwe (lett. Spilve)             | 5. Juli 1943      | 6. August 1944                            |                                    |                             |
| Riga-Strasdenhof                       | 4. August 1943    | nach Mitte Sept. 1944                     | 1800–2000                          |                             |
| Riga Truppenwirtschaftslager           | 18. August 1943   | 28. Juni 1944 (Männer) Okt. 1944 (Frauen) |                                    |                             |
| Riga-Strasdenhof AEG                   | 1. August 1943    | 25. September 1944                        |                                    |                             |
| Riga-Strasdenhof Fabrikarbeiten        | 18. August 1943   | 6. August 1944                            |                                    |                             |
| Windau (lett. Ventspils)               |                   |                                           |                                    |                             |

Außerdem gehörte folgendes, auf dem Gebiet Litauens liegendes Haftlager zum Stammlager Riga-Kaiserwald:
| Name/Bezeichnung           | Benutzung von   | Benutzung bis | Geschätzte Anzahl der Inhaftierten | Geschätzte Anzahl der Toten |
| -------------------------- | --------------- | ------------- | ---------------------------------- | --------------------------- |
| Krottingen (lit. Kretinga) | 1. Oktober 1943 | 30. Juni 1944 |                                    |                             |